# Robert de Lenoncourt (cardinal)
Pour les articles homonymes, voir Lenoncourt (homonymie).
Ne doit pas être confondu avec Robert de Lenoncourt (archevêque de Reims).
Robert II de Lenoncourt, dit le Bon Robert, né en 1510 et mort le 2 février 1561, fut cardinal de l'église catholique romaine dès 1538, comte-évêque de Châlons-en-Champagne (1535-1549) et de Metz (22 avril 1551-16 décembre 1555), archevêque d'Embrun (23 mars 1556-7 février 1560), évêque d'Auxerre (4 octobre 1556-7 février 1560), de Sabine (13 mars 1560), d'Arles (7 février 1560-† le 2 février 1561) et de Toulouse (1560-1561).

## Famille et alliances
Fils de Thierry de Lenoncourt, baron de Vignory et de Jeanne de Ville issue d’une famille noble de militaires, Robert de Lenoncourt est le neveu d’un autre Robert de Lenoncourt († 1532), archevêque de Reims, et l’oncle du cardinal Philippe de Lenoncourt (1527-1592).
Sa famille est alliée aux Dinteville, dont deux membres le précèdent à l'épiscopat d'Auxerre - François de Dinteville (1513-1530) et François de Dinteville II (1530-1554).

## Biographie
Vers 1510, Robert de Lenoncourt naît au  Château de Lenoncourt dans le Duché de Lorraine. Issu d'une famille de haute noblesse Lorraine, il est promis dès son enfance à une grande carrière ecclésiastique.
En 1530, âgé de 20 ans, licencié en droit canon et civil, il est nommé abbé commendataire de Saint-Philibert de Tournus, charge dont il se démettra en 1537. Il est nommé évêque de Châlons-en-Champagne le 10 mai 1535 à l'âge de 25 ans.
Le consistoire du 20 décembre 1538 le crée cardinal et il reçoit la tiare pourpre le 19 mars 1540. Il est également promu Pair de France.
Il abandonne la charge d’évêque de Châlons en 1549 au profit de son neveu Philippe de Lenoncourt, mais reste administrateur du diocèse jusqu’à la consécration de son neveu par une bulle de provision du 30 mai 1550.
En 1551, abbé de Saint-Remi de Reims, de l'abbaye Saint-Sauveur de Villeloin et de nombreuses autres abbayes, il devient prince-évêque de Metz le 22 avril 1551. Cependant, le pouvoir politique étant aux mains des Paraiges, il réside dans son château de Vic-sur-Seille. C'est là que des envoyés du roi de France lui font croire que si la principauté épiscopale de Metz devient française - la cité est alors Ville libre d'empire - le roi de France rendra à l'évêque son pouvoir politique. Accordant du crédit à ces allégations mensongères, le cardinal soutient l'entreprise française. Au cours de son Voyage d'Allemagne, le roi Henri II de France annexe non seulement Metz, mais aussi Toul et Verdun, sous le prétexte fallacieux que ces villes sont francophones. Il en fait un protectorat qui deviendra les Trois-Évêchés. L'empereur Charles Quint tente en vain de reprendre Metz, brillamment défendue par le  duc de Guise, prince de la Maison de Lorraine devenu français. Cette défaite ruinera les derniers espoirs du vieil empereur et précipitera sa fin. Robert de Lenoncourt ne retrouvera pas le pouvoir qu'il, espérait. Il renonce à l'évêché le 16 décembre 1555. 

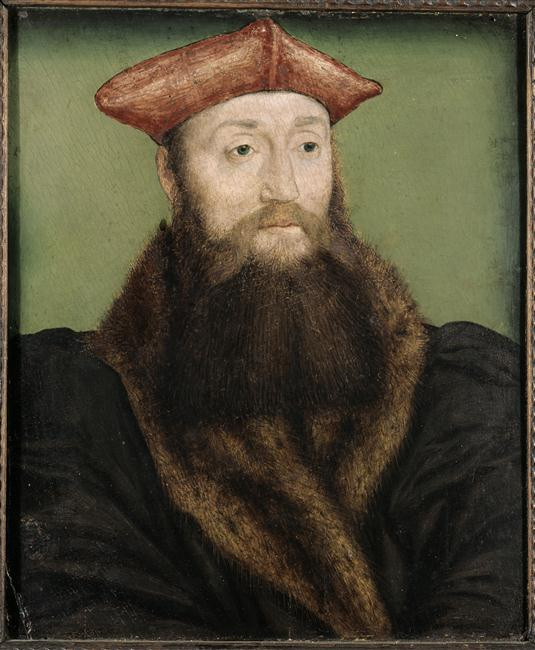
Portrait de Robert de Lenoncourt, par Corneille de Lyon (1500/1510-1574). Au musée de Nancy

Il est ensuite nommé successivement archevêque d’Embrun (23 mars 1556-7 février 1560), évêque d'Auxerre (4 octobre 1556-7 février 1560), cardinal-évêque de Sabine le 13 mars 1560 et archevêque d'Arles le 7 février 1560, charge qu’il conserve jusqu’à sa mort. Sa nomination à cette fonction est probablement antérieure de quelques mois à la date de prise de fonction comme le montre cet épisode :
en décembre 1559, la princesse Marguerite de Savoie (épouse d'Emmanuel-Philibert de Savoie) souhaitant rencontrer Nostradamus probablement à cause de la peste apparue à Nice, est l’hôte, au château de l'Empéri de Salon, du cardinal de Lenoncourt qui vient d’être nommé archevêque d’Arles ; ce château est en effet depuis le XIIe siècle la propriété des évêques de ce diocèse.
Robert de Lenoncourt  participe à de nombreuses séances du concile de Trente chargé de réaffirmer la doctrine catholique après le schisme protestant et à quatre conclaves(1549-1550, 1555 et 1559).
En 1560, il est également promu archevêque de Toulouse. Il meurt le 2 février 1561 au prieuré de La Charité-sur-Loire où il est inhumé. Les Huguenots qui occupent la cité en 1562 profanent son corps qu’ils brûlent ou jettent dans la Loire.

## Armoiries
D'argent, à la croix engrêlée de gueules